# Resultados do Carnaval de Belém em 2010
Resultados do Carnaval de Belém em 2010.

## Grupo 1
| Escola | Escola                      | Pontos       |
| ------ | --------------------------- | ------------ |
| 1º     | Bole-Bole                   |              |
| 2º     | Rancho Não Posso Me Amofiná |              |
| 3º     | Império Pedreirense         |              |
| 4º     | Quem São Eles               |              |
| 5º     | Piratas da Batucada         |              |
| 6º     | Deixa Falar                 |              |
| 7º     | Alegria-Alegria             |              |
| 8º     | Tradição Guamaense          | Não desfilou |

## Grupo 2
| 1º | A Grande Família |  | 2º | Xodó da Nega |  | 3º | Coração Jurunense |  |

## Grupo 3
| 1º | Mocidade Olariense |  | 2º | União Montenegrense |  | 3º | Parangolé do Samba |  |

## Grupo 1
| 1º | Império Jurunense |  | 2º | Gaviões do Samba |  | 3º | Mexe-Mexe |  |

## Grupo 2
| 1º | Quem é Quem |  | 2º | Encantos do Pará |  | 3º | Mocidade Unida do Umarizal |  |